# Stanley Rensch
Stanley Rensch (Ganzee, 18 april 1940 – 10 november 2024) was een Surinaams mensenrechtenactivist. Hij stelde in de jaren 80 en 90 talloze schendingen van de mensenrechten in Suriname aan de kaak, met name gepleegd tijdens de Binnenlandse Oorlog (1986-1992).

## Levensloop
Rensch werd geboren in het binnenland van Oost-Suriname. Hij was lid van de stam der Saramaccaners, behorend tot de marrons (Boslandcreolen). In 1960 kwam hij naar Nederland waar hij in Utrecht pedagogiek studeerde. In Nederland ontmoette hij zijn uit Drenthe afkomstige vrouw. Samen kregen ze twee zoons.
In 1965 werd hij voor het eerst geconfronteerd met humanitair onrecht in Suriname. Toen werd zijn geboortedorp ontruimd en onder water gezet bij de aanleg van het Brokopondostuwmeer.
In 1973 vestigde hij zich met zijn vrouw en kinderen in Paramaribo. Hij ging er werken op het ministerie van onderwijs toen Ronald Venetiaan minister van Onderwijs en Volksontwikkeling was. Rensch' doel was om via het opzetten van goed onderwijs een fundament te leggen voor de opbouw van Suriname, met het oog op de aanstaande onafhankelijkheid van Nederland.

#### Jaren '80
Eind jaren 70 werd Rensch onderdirecteur op het ministerie van Onderwijs. Na de staatsgreep van 1980 distantieerde hij zich van de coupplegers bij zijn leidinggevenden. Daarop werd hij op het ministerie onder militaire bewaking gesteld. Korte tijd later werd hij overgeplaatst naar de kweekschool als leraar psychologie en pedagogiek.
In 1982 werden in Fort Zeelandia vijftien vooraanstaande Surinaamse critici van het militaire bewind vermoord. Later deed Rensch onderzoek naar de moorden, en pleitte hij voor een onderzoek naar de toedracht en veroordeling van de verantwoordelijken.
In 1986 kreeg hij een aanvaring met het regime-Bouterse. Zijn jongste broer Linus was leraar en uitgever, en publiceerde regelmatig kritische artikelen in zijn weekblad Brandpunt. Na een officiële waarschuwing volgden telefonische bedreigingen en werd Linus ontslagen van de school waar hij werkte. Linus stopte met het weekblad. Toen hij naar de Verenigde Staten wilde gaan voor een vakantie werd op het vliegveld zijn paspoort afgenomen. Nadat beide broers een kort geding aanspanden tegen de staat werd het paspoort teruggegeven.
Naar aanleiding van hun rechtszaak kwamen veel mensen met klachten over het optreden van de militairen en hun handlangers voor advies naar Rensch. Er waren in Suriname nauwelijks advocaten die de bevolking konden bijstaan. Bovendien voelden advocaten zich niet meer veilig in Suriname aangezien drie van de slachtoffers van de decembermoorden zelf advocaat waren.

#### Moiwana '86

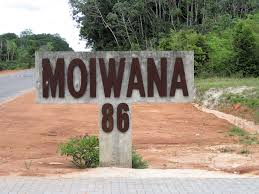

In 1986 werden bij het plaatsje Moiwana enkele tientallen marrons vermoord door het regime-Bouterse. Dit bloedbad leidde ertoe dat Rensch zich volledig ging inzetten voor de mensenrechten. In augustus 1987 richtte hij het mensenrechtenbureau Moiwana '86 op, naar voorbeeld van Amnesty International. Na verloop van tijd nam het advieswerk zoveel tijd in beslag, dat hij zijn baan aan de kweekschool opzegde om zich volledig te kunnen richten op het bijstaan van nabestaanden en van verdrukte Surinamers.
Het bureau kreeg een paar vaste medewerkers en een groot aantal vrijwilligers. Men richtte zich vooral op het registreren van meldingen van problemen met de mensenrechten en het aanleggen van dossiers daarover. Verder rapporteerde de organisatie regelmatig misstanden aan de media in de hoop om zo nieuwe gevallen te voorkomen. Regelmatig werden Rensch of medewerkers van het bureau opgepakt en verhoord in Fort Zeelandia, op beschuldiging van het ondernemen van staatsondermijnende activiteiten.
In verband met hun veiligheid vertrokken zijn vrouw en kinderen eind 1987 naar Nederland. Een groot deel van de jaren '80 en '90 leefde hij zo gescheiden van zijn gezin. Voor zijn levensonderhoud was hij afhankelijk van giften.
Op oudjaarsdag 1987 werden in het dorpje Pokigron zes marrons vermoord. Rensch maakte dit nieuws in januari 1988 openbaar in onder meer het dagblad Trouw. Daarop werd hij op verdenking van 'opruiing' gearresteerd en in Fort Zeelandia zeven uur lang verhoord door het leger.
In juli 1989 assisteerde Rensch op verzoek van het Junglecommando bij onderhandelingen in Kourou over een staakt-het-vuren tussen het Junglecommando en de Surinaamse regering. Tegenstanders schilderden Rensch – vanwege zijn afkomst – vaak af als representant van het Junglecommando, maar Rensch heeft dit altijd ontkend. Zijn steun was naar zijn zeggen puur ingegeven door humanitaire overwegingen en niet door zijn afkomst.

#### Aanslag op zijn leven in 1989
Door zijn kritische opstelling ten opzichte van de naleving van de mensenrechten en de politieke situatie in Suriname maakte hij zich niet geliefd bij de militairen. Hij werd jarenlang bedreigd en verbleef van tijd tot tijd noodgedwongen in Nederland. Op 6 december 1989 werd er een aanslag op hem gepleegd. Daarbij werd geschoten op zijn woonhuis, in hetzelfde pand waar ook het kantoor van Moiwana '86 is gevestigd. Hij raakte hierbij lichtgewond. Daags erna werd hij door chef-staf Sital van het Surinaamse leger valselijk beschuldigd van het organiseren van de overval op een legerpost in Kraka, waarbij zeven militairen omkwamen. Hij vreesde dat dit een reden was om gearresteerd te worden in een tijd dat Brunswijk de sleutelfiguur was bij het verzet tegen de militairen. Om dat te voorkomen dook Rensch een aantal dagen onder en week daarna met een aantal medewerkers uit naar Nederland, waar hij in Assen ging wonen. Een voormalige commandant van Ronnie Brunswijk die sympathiseerde met Bouterse werd in verband gebracht met de aanslag, maar de zaak is nooit opgehelderd.

#### Jaren '90
Eind september 1990 keerde Rensch terug naar Suriname. Met het vredesakkoord van Kourou kwam er een eind aan de Binnenlandse Oorlog. Toch bleef hij nog jaren onderzoek doen naar moorden in Moiwana, en ontdekte daarbij in 1993 een massagraf.
De Surinaamse regering gaf in de jaren '90 steeds meer gelegenheid aan multinationals voor de winning van goud, aardolie, bauxiet en ijzererts. Rensch nam het op voor de binnenlandse bevolking die veelal de mogelijkheid werd ontnomen om deel te nemen aan het economisch leven.
In 1994 trad Rensch op als onderhandelaar tijdens de gijzeling bij de Afobakadam. Gewapende leden van het Surinaams Bevrijdingsfront gijzelden er 30 mensen en eisten het aftreden van de regering-Venetiaan I. Rensch kreeg vier personen vrij, maar kort daarop maakte het Nationaal Leger van Suriname onder legerleider Arthy Gorré met geweld een einde aan de gijzeling. Hierbij vielen zes doden onder de opstandelingen.
Hij bleef ageren tegen Bouterse en slechte omstandigheden in Surinaamse politiecellen.
In de tweede helft van de jaren '90 nam hij mede het initiatief voor een aantal sociale projecten in de binnenlanden. Zo stichtte hij het toeristenoord Danpaati bij het dorpje Dan aan de Surinamerivier waarvoor de eerste plannen in 1995 ontstonden. De opbrengsten worden geïnvesteerd in lokale werkverschaffing en zorgverlening. Daardoor wordt ter plaatse werkgelegenheid geboden en laat het de bewoners de waarde van hun gebied zien. In 1996 richtte hij samen met Celsius Waterberg de Stichting Thuiszorg op.

## Het geweten van Suriname
Rensch was twee decennia lang een belangrijk criticus van de Surinaamse autoriteiten. Hij gold samen met schrijver Theo Para als het geweten van Suriname. Naast hem streed ook Ilse Labadie, die ijverde voor herdenking van de Decembermoorden en vervolging van de plegers.
Een belangrijke verdienste was dat hij bewustwording bracht onder de Surinamers van het begrip mensenrechten.
Hij zorgde ervoor dat talloze moordpartijen die plaatsvonden in de Binnenlandse Oorlog bekendheid kregen in binnen- en buitenland. Daarbij maakte hij gebruik van zijn goede relatie met de pers en zijn vele contacten in Nederland en de Verenigde Staten. Ook onderhield hij goede relaties met andere organisaties die opkwamen voor de mensenrechten, zoals de Organisatie voor Gerechtigheid en Vrede, Amnesty International en met de kerken in Suriname.
Ondanks zijn inspanningen lukte het - door onwelwillendheid van de opeenvolgende regeringen - slechts een enkele keer om juridisch succes te boeken. Enkele wapenfeiten zijn:
- Het internationale hof en de Organisatie van Amerikaanse staten veroordeelde in 1992 de moordpartij op zeven marrons in Brokopondo uit 1988
- In oktober 1993 veroordeelde het Inter-Amerikaanse hof voor de rechten van de mens in Costa Rica Suriname tot betaling van een schadeloosstelling van 400.000 dollar aan de nabestaanden van de marrons die in 1987 bij Pokigron door de militairen werden vermoord.
- In 2005 getuigde Rensch voor het Inter-Amerikaans Hof voor de Mensenrechten inzake de massamoord in Moiwana. Pas dat jaar erkende de Surinaamse regering het Bloedbad van Moiwana. Het Hof veroordeelde de regering van Suriname en de overlevenden en nabestaanden kregen een schadevergoeding en smartengeld. In 2006 bood Ronald Venetiaan, de toenmalige president van Suriname, zijn excuses aan namens de regering.[18] Ook moesten daders worden vervolgd, maar dat is nooit gebeurd.

Om gezondheidsredenen droeg Rensch midden jaren negentig het directeurschap van Moiwana' 86 over. Sindsdien was hij minder publiek actief. In november 2024 overleed Rensch op 84-jarige leeftijd en werd gecremeerd in Crematorium PT Jagdew Paragh Crematorium aan de Dr. Sophia Redmontstraat.